# Gauliga Moselland
Die Gauliga Moselland (offiziell: „Sportbereichsklasse Moselland“) war in der Endphase des Zweiten Weltkrieges eine der höchsten Spielklassen im deutschen Fußball in der Zeit des Nationalsozialismus.

## Geschichte
Die Liga entstand 1941 nach der Auflösung der Gauliga Mittelrhein, an dessen Stelle zwei gebietsmäßig kleinere Einheiten traten. Infolgedessen wurde die Gauliga Mittelrhein in die Gauliga Köln-Aachen sowie die hier behandelte aufgeteilt.
Die Gauliga Moselland wurde in zwei Gruppen aufgeteilt, deren Sieger in zwei Finalspielen die Gaumeisterschaft ausspielten. Die Gruppe Ost beinhaltete alle Vereine des Gaus Moselland östlich von Trier, die Gruppe West beinhaltete Mannschaften aus Trier sowie aus dem annektierten Luxemburg. Der Gaumeister qualifizierte sich für die deutsche Fußballmeisterschaft, bei der Vereine aus Moselland jedoch keine nennenswerten Erfolge erreichen konnten und frühzeitig ausschieden. Kriegsbedingt gab es kein Spielbetrieb mehr in der Saison 1944/45. Nach der Kapitulation Deutschlands wurden die Gauligen aufgelöst.

## Gaumeister 1942–1944
| Saison  | Gaumeister Moselland | Abschneiden deutsche Meisterschaft | Deutscher Meister |
| ------- | -------------------- | ---------------------------------- | ----------------- |
| 1941/42 | FV Stadt Düdelingen  | Qualifikationsrunde                | FC Schalke 04     |
| 1942/43 | TuS Neuendorf        | 1. Runde                           | Dresdner SC       |
| 1943/44 | TuS Neuendorf        | 1. Runde                           | Dresdner SC       |

## Auflistung der Gauligavereine aus Luxemburg
- FV Stadt Düdelingen = Stade Dudelange
- FK Niederkorn = FC Progrès Niederkorn
- Moselland Luxemburg = Spora Luxemburg
- SV Düdelingen = US Dudelange
- SV Schwarz-Weiß Esch = Jeunesse Esch
- Schwarz-Weiß Wasserbillig = Jeunesse Wasserbillig

## Ewige Tabelle
Berücksichtigt sind alle Gruppen- und Entscheidungsspiele der Gauliga Moselland zwischen den Spielzeiten 1941/42 und 1943/44. Die Tabelle richtet sich nach der damals üblichen Zweipunkteregel.
| Pl. | Verein                       | Jahre | Sp. | S  | U | N  | T+  | T-  | Diff. | Punkte | Ø-Pkt. | Titel | Spielzeiten nach Kalenderjahren |
| --- | ---------------------------- | ----- | --- | -- | - | -- | --- | --- | ----- | ------ | ------ | ----- | ------------------------------- |
| 1.  | FV Stadt Düdelingen          | 3     | 34  | 25 | 1 | 8  | 112 | 46  | +66   | 51:17  | 1,5    | 1     | 1941–44                         |
| 2.  | TuS Neuendorf                | 3     | 31  | 24 | 1 | 6  | 196 | 43  | +153  | 49:13  | 1,58   | 2     | 1941–44                         |
| 3.  | SV Düdelingen                | 3     | 30  | 16 | 4 | 10 | 86  | 64  | +22   | 36:24  | 1,2    | -     | 1941–44                         |
| 4.  | SV Moselland Luxemburg       | 3     | 32  | 16 | 4 | 12 | 90  | 62  | +28   | 36:28  | 1,13   | -     | 1941–44                         |
| 5.  | Eintracht Bad Kreuznach      | 3     | 29  | 16 | 3 | 10 | 98  | 78  | +20   | 35:23  | 1,21   | -     | 1941–44                         |
| 6.  | FK Niederkorn                | 2     | 24  | 14 | 4 | 6  | 63  | 41  | +22   | 32:16  | 1,33   | -     | 1942–44                         |
| 7.  | SV Schwarz-Weiß Esch         | 3     | 34  | 15 | 2 | 17 | 101 | 104 | −3    | 32:36  | 0,94   | -     | 1941–44                         |
| 8.  | Spvgg Andernach              | 2     | 20  | 11 | 2 | 7  | 52  | 46  | +6    | 24:16  | 1,2    | -     | 1941–43                         |
| 9.  | FV Engers 07                 | 3     | 26  | 8  | 0 | 18 | 51  | 138 | −87   | 16:36  | 0,62   | -     | 1941–44                         |
| 10. | Germania Mudersbach          | 2     | 16  | 7  | 0 | 9  | 62  | 55  | +7    | 14:18  | 0,88   | -     | 1942–44                         |
| 11. | Eintracht Trier a            | 2     | 20  | 5  | 1 | 14 | 32  | 66  | −34   | 11:29  | 0,55   | -     | 1941–43                         |
| 12. | FC Viktoria Neuwied b        | 3     | 20  | 3  | 1 | 16 | 36  | 115 | −79   | 7:33   | 0,35   | -     | 1941–44                         |
| 13. | VfB Lützel                   | 1     | 10  | 3  | 0 | 7  | 17  | 30  | −13   | 6:14   | 0,6    | -     | 1941/42                         |
| 14. | Schwarz-Weiß Wasserbillig    | 1     | 11  | 3  | 0 | 8  | 22  | 53  | −31   | 6:16   | 0,55   | -     | 1943/44                         |
| 15. | Reichsbahn SG Betzdorf       | 1     | 6   | 2  | 1 | 3  | 16  | 22  | −6    | 5:70   | 0,83   | -     | 1943/44                         |
| 16. | SV Westmark Trier a          | 1     | 10  | 1  | 1 | 8  | 14  | 46  | −32   | 3:17   | 0,3    | -     | 1941/42                         |
| 17. | KSG Eintracht/Westmark Trier | 1     | 11  | 0  | 1 | 10 | 13  | 52  | −39   | 1:21   | 0,09   | -     | 1943/44                         |